# Съд на Пилат
Съд на Пила́т е описан в Евангелията съд на римския префект на Юдея Пилат Понтийски над Иисус Христос. Съдът на Пилат влиза в групата на Христовите Страсти (Страдания). Съгласно Евангелието на Йоан, съдът се е провел на площадка, наречена Лифостротон, или на еврейски – Гавафа (Библия|Ин|19:13).

## Евангелско повествование
Описанието на съда на Пилат над Иисус е направено от всичките 4 евангелисти:
| Евангелие                         | Описание на съда |
| --------------------------------- | --- |
| От Матей (Библия\|Мт\|27:11\|-14) | …и, завързвайки Го, Го отвели и предали на Пилат Понтийски, владетеля… Иисус застанал пред владетеля. И Го попитал владетеля: „Ти Цар Юдейски ли си?“ Иисус му казал: „Ти го казваш.“. И когато Го обвинявали първосвещениците и старейшините, Той нищо не отговарял. Тогава Пилат Му рекъл: „Не чуваш ли, колко свидетелстват против Тебе?“ И не му отговарял на нито една дума, така че владетелят бил много изненадан. |
| От Марко (Библия\|Мк\|15:1\|-5)   | Веднага на сутринта първосвещениците, старейшините и книжниците, и целият Синедрион направиха съвещание и като вързаха Иисус, Го отведоха и Го предадоха на Пилат. Пилат попита: „Ти ли си Царят на юдеите?" А той в отговор му каза: „Ти го казваш.“. И първосвещениците Го обвиняваха по много начини. Пилат пак Го попита: „Ти не отговаряш на нищо? виж колко много обвинения има срещу теб.“ Но Исус не отговори на нищо, така че Пилат се чудеше.. |
| От Лука (Библия\|Лк\|23:1\|-7)    | И се вдигна цялото им множество, и Го поведоха го към Пилат и започнаха да Го обвиняват, казвайки: Открихме, че Той развращава народа ни и забранява да се дава на кесаря, като нарича себе си Христос Царя. Пилат попита: „Ти ли си Царят на юдеите?“ Той в отговор му каза: „Ти го казваш.“. Пилат каза на главните свещеници и на хората: „Аз не намирам никаква вина в този човек.“ Но те настояваха, казвайки, че Той разгневява народа, като поучава в цяла Юдея, от Галилея до това място. Когато чу за Галилея, Пилат попита: „Нима той е Галилеянин?“ И като разбра, че е от района на Ирод, го изпрати при Ирод, който тогава беше и в Ерусалим.. |
| От Йоан (Библия\|Ин\|18:29\|-38)  | Пилат излезе при тях и каза: „За какво обвиняваш Този Човек?“ Те му казаха в отговор: „Ако Той не беше злодей, ние нямаше да ти го предадем.“ Пилат им каза: Вземете го и го съдете според закона си. Евреите му казаха: „На нас не ни е позволено да причиняваме смърт на никого, – да се сбъдне думата на Исус, която Той каза, давайки да се разбере от каква смърт ще умре.“ Тогава Пилат пак влезе в преторията, извика Исус, и Му каза: „Ти ли си юдейският Цар?“ Исус му отговори: „От себе си ли говориш това, или други ти го казаха за Мен?“ Пилат отговори: „Нима аз съм юдеин? Твоят народ и първосвещеници Те предадоха на мен; какво си направил?“ Исус отговори: „Моето царство не е от този свят; Ако моето царство беше от този свят, тогава слугите ми ще работят за мен, за да не бъда предаден на юдеите; но сега моето царство не е оттук.“ Пилат Му каза: „И така, ти цар ли си?“ Исус отговори: „Ти казваш, че Аз съм Цар. Роден съм за това и дойдох на света, за да свидетелствам за истината; който е от истината, чува гласа ми.“ Пилат Му каза: „Какво е истина?“ И като каза това, пак излезе при юдеите и им каза: „Не намирам в Него никаква вина.“. |

### Иисус Христос на съд при Пилат Понтийски
Юдейските първосвещеници, осъждайки Исус Христос на смърт, не можели сами да изпълнят присъдата без одобрението на римския управител. Както разказват евангелистите, след нощния съд над Христос го довели сутринта при Пилат в преторията, но самите те не влезли при него, „за да не се осквернят, а за да може да ядат на Великден“.
Според свидетелството на всички евангелисти, основният въпрос, който Пилат задал на Исус, бил: „Ти ли си Царят на юдеите?“ Този въпрос се дължи на факта, че истинската претенция за власт като цар на Юдея, според римското право, е квалифицирана като опасно престъпление. Отговорът на този въпрос са били думите на Христос – „Ти го казваш“, което може да се разглежда като положителен отговор, тъй като в еврейската реч фразата „Ти го казваш“ има положително констативен смисъл. Като дава този отговор, Исус подчертава, че той не само произхожда от царско потекло, но също така и като Бог има власт над всички царства. Най-подробният диалог между Исус Христос и Пилат е даден в Евангелието от Йоан (вж. Цитата по-горе).
Матей евангелист съобщава, че по време на процеса срещу Исус жената на Пилат му пратила слуга да му каже: „Не правете нищо на Този Праведен, защото днес на сън много пострадах за Него!“ (Мат. 27:19). Според апокрифи жената на Пилат се е наричала Клавдия Прокула и по-късно тя става християнка. В гръцките и коптските църкви тя е канонизирана, паметта ѝ се почита на 9 ноември (27 октомври по стар стил). 

### Иисус Христос на съд при Ирод Антипа
За завеждането на Исус при Ирод Антипа съобщава само евангелистът Лука. Пилат, като разбрал, че Исус „е дошъл от района на Ирод, го изпратил при Ирод, който тези дни бил също в Ерусалим“ (Библия|Лк|23:7). Ирод Антипа е чувал много за Исус Христос и отдавна е искал да го види, надявайки се да стане свидетел на едно от чудесата му. Ирод задал на Исус много въпроси, но той не им отговарял. После, както съобщава Лука, Ирод с воините си, като Го унижавал и се подигравал с Него, Го облякъл със светли дрехи и Го изпратил обратно при Пилат. И в онзи ден Пилат и Ирод се сприятелили помежду си, защото преди те враждували един с друг.(|Лк|23:11|-12)
Трябва да се отбележи, че при римляните в бяло (светло) облекло са се обличали кандидатите за висши или почетни длъжности. Така Ирод, обличайки Исус по този начин, искал да изрази, че го възприема само като смешен претендент за трона на евреите и не го счита за опасен престъпник. Вероятно точно така го разбира Пилат, тъй като споменава пред първосвещениците, че Ирод не е открил в Исус нищо достойно за смърт. 

### Поругаване на Иисус Христос
След като Пилат за пръв път извел Исус пред народа, който поискал екзекуцията Му, той решил да предизвика у хората състрадание към Христос и заповядал на войниците да го бият. Исус бил отведен в двора и, като свали дрехите Му, Го били. Тогава Го облекли в клоунско облекло на цар – лилаво и пурпурно царско наметало, поставили върху главата му „венец“ от тръни („корона“), давайки бастун на дясната ръка от тръстика, клон („царски скиптър“). След това войниците започнали да му се присмиват – коленичили, поклонявали се и казвали: „Здравей, Царю на евреите!“, а после Го плюели и Го биели с бастуна по главата и лицето. 
В изследването на Торинската плащеница, идентифицирана с погребалната плащеница на Исус Христос, е било направено заключението, че на Исус са били нанесени 98 удара (докато на евреите е било позволено не повече от 40 удара ): 59 удара с бича с 3 края, 18 – с 2 края и 21 – с 1 край..

### Христос пред тълпата
Пилат 2 пъти извеждал Иисус пред народа, заявявайки че не намира в Него никаква вина, достойна за смърт (Библия|Лк|23:22). Вторият път това е било направено след Неговите изтезания, имащи за цел да предизвикат жалост у народа, показвайки, че Иисус вече е наказан от Пилат.

Пилат пак излезе и им каза: „Ето, аз ви го довеждам, за да знаете, че не намирам никаква вина в Него.“ Тогава Исус излезе, носещ венец от тръни и лилава роба. И Пилат им рече: „Ето го Човекът!“|Ин|19:4|-5}}

В думите на Пилат „Ето го Човекът!“ може да се види желанието му да предизвика състраданието на евреите към затворника, който след мъчението не прилича на цар и не представлява заплаха за римския император. Самата поява на Христос след поругаването над него се превърна в изпълнение на едно от пророчествата на 21-ви Месиански псалм: „Аз съм червей, а не човек, клевета от хората и презрение в народа“ (Библия|Пс|21:7).
Хората не проявили снизходителност нито първия, нито втория път и поискали екзекуцията на Исус в отговор на предложението на Пилат да пусне Христос да си върви според стария обичай: „Вие имате обичай да ви пускам един на Великден. Искате ли да ви пусна юдейския Цар?“ В същото време, според Евангелието, хората започнали да крещят още повече „да бъде разпънат“. Виждайки това, Пилат произнася смъртната присъда – осъжда Исус на разпъване на кръст. Той измива ръцете си пред народа и казва: „Не съм виновен аз за кръвта на Този Праведник!“. На което хората възкликнаха: „Кръвта Му е върху нас и върху децата ни.“ (Библия|Мф|27:24|-25). Измивайки ръцете си, Пилат извършил приетото сред евреите ритуално измиване на ръце като знак за невинност към извършено убийство.(Библия|Втор|21:1|-9). Пилат написал на еврейски, гръцки и римски език „Исус от Назарет, Цар на евреите“, което означава вината на Исус Христос, и поставил надписа на кръста: (Библия|Ин|19:19) — предположително латински вариант .

## Апокрифни притчи
Съдът на Пилат е описан в апокрифното Евангелие от Никодим. В допълнение към информацията, съдържаща се в каноничните евангелия, авторът прави допълнения, които подчертават статута на Христос като Месия (например, епизод на поклонение на Христос хоругва в ръцете на знаменосци). Процесът на Пилат започва със спор за законността на раждането на Исус, който завършва с диалога на Пилат с 12 мъже, които са били на годежа на Дева Мария и са свидетели на законността на раждането на Исус.:

И Пилат им каза: „Защо искат да Го убият?“

Те му казаха: „Разгневиха го, защото изцелява всяка събота.“ 

Пилат каза: „За добри дела искат да Го убият?“

Казаха му: „Да, господарю.“ 

Ядосан, Пилат си отиде от преторията и каза: „Слънцето е мой свидетел – ще заявя пред всички, че не съм намерил нито един грях в този човек.“ 

„Евангелието от Никодим“ привежда отговора на Иисус на въпроса на Пилат „Какво е истина?“ (въпросът съгласно Евангелието от Йоан остава без отговор): «Каза Иисус: „Истина – от небесата“. Каза Му Пилат: „А в земния живот истини няма ли?“ Каз Иисус на Пилат: „Внимавай – истината на земята е сред тези, които, имайки власт, с истината живеят и праведен съд творят“».
Като свидетели в защита на Христос пред съда се изправят чудно изцелените болни: отпуснати, слепи, Вероника, кървяща съпруга; народът на Ерусалим си спомня за чудотворното Възкресение на Лазар от Витания. В отговор на това Пилат, по повод празника, кани хората да освободят Христос или Варава по свой избор, а след това апокрифът повтаря каноничния текст на Евангелието, с изключение на това да се доведе Исус до хората след поругаването.

## В изобразителното изкуство
В иконографията на Исус Христос има образ след изтезанията, облечен в пурпурно и коронован с корона. В тази форма той е изобразен пред тълпата, на която Пилат му е заповядал да се оттегли. От думите на Пилат, говорил на хората, този иконографски тип е получил своето име – „Ecce Homo“ („Ето го Човекът“, „ce, Man“).
Има изображения, на които Исус стои пред Пилат по време на разпит, както и сцени на бичуване. По-редки сюжети са композиции с Исус на процеса при Ирод Антипа.
На изображенията на съдебната сцена са дадени символични значения в различни детайли. Така мракът около трона на Пилат символизира тъмнината на езичеството, а ярката светлина на преторията, където Христос е доведен до унижение, е светлината на християнската вяра; кучето на Пилат е символ на безбожието.

### Персонажи
Пилат Понтийски
Често изобразяван седящ на трон с атрибутите на царската власт (в корона, тиара или лавров венец), които той, като римски управител, всъщност не е имал. На сцената за миене на ръцете Пилат е изобразен, седнал на съдебен стол, един слуга налива вода на ръцете му, до него може да се види слуга, който изпраща молба до него от съпругата му Клавдия Прокула или разгъващ се свитък с нейното съобщение.
Исус Христос
Иконографията зависи от сцената, в която е изобразен Христос: обвързаните ръце са характерни за първото му появяване пред Пилат, след като на съда над Ирод Антипа се появят бели дрехи, след това – пурпурен плащ и венец от тръни.
Ирод Антипа
Винаги изобразяван в съответствие с царския му статут, увенчан с корона и седнал на трон. До него е поставена фигура на воин с бели дрехи, приготвени за Христос.